# 植野登
植野 登（うえの のぼる、1917年1月8日 - 生没不明）は、日本のやり投選手。

## 経歴
和歌山県出身。
早稲田大学在学中、1936年ベルリンオリンピックで男子やり投げに出場した。
大学卒業後は南海電鉄に所属。1942年、日本陸上競技選手権大会のやり投種目で優勝。
1946年の第1回国民体育大会には大阪府代表として参加、やり投で2位:1。